# Jean-Baptiste Triquerie
Jean-Baptiste Triquerie (* 1. Juli 1737 in Laval, Département Mayenne; † 21. Januar 1794 ebenda) war ein französischer Priester, der während der Französischen Revolution zum Tode verurteilt und mit der Guillotine enthauptet wurde. Er wird in der römisch-katholischen Kirche als Seliger verehrt.

## Leben
Er war der Sohn von François Triquerie und dessen Ehefrau Jeanne geb. Jarry. Nach einem Umzug der Familie wuchs Jean-Baptiste Triquerie in Nantes auf. Er trat in Olonne-sur-Mer den Franziskaner-Konventualen bei, wurde in dieser Ordensgemeinschaft Guardian und empfing das Sakrament der Priesterweihe. Danach war er Kaplan in verschiedenen Klöstern der Klarissen, zuletzt im Kloster Buron nahe Château-Gontier bei Angers.
Seit 1792 wurde er mit dreizehn anderen Priestern und einigen Ordensfrauen im Kloster Patience in Laval festgehalten. Nachdem ab dem 9. Januar 1794 jegliche Religionsausübung in Frankreich verboten wurde, wurden Jean-Baptiste Triquerie und seine Mitbrüder am Morgen des 21. Januar 1794 angeklagt, verurteilt, und noch am selben Tag durch die Guillotine hingerichtet. Ihre Körper wurden auf einer Wiese am Croix Bataille außerhalb der Stadt verscharrt. Die Wahl des Datums 21. Januar war kein Zufall, vielmehr stand dahinter die Absicht, den Jahrestag des Todes von Ludwig XVI. zu „feiern“.

## Nachwirkung
Die sterblichen Überreste der vierzehn Priester wurden am 9. August 1816 exhumiert und in die Kirche Notre-Dame im Stadtteil Avesnières von Laval überführt. Am 19. Juni 1955 sprach Papst Pius XII. die vierzehn Märtyrer von Laval selig.